# Clasificación de los recursos minerales
La clasificación de los recursos minerales es la clasificación de los depósitos minerales basado en su certeza geológica y valor económico.

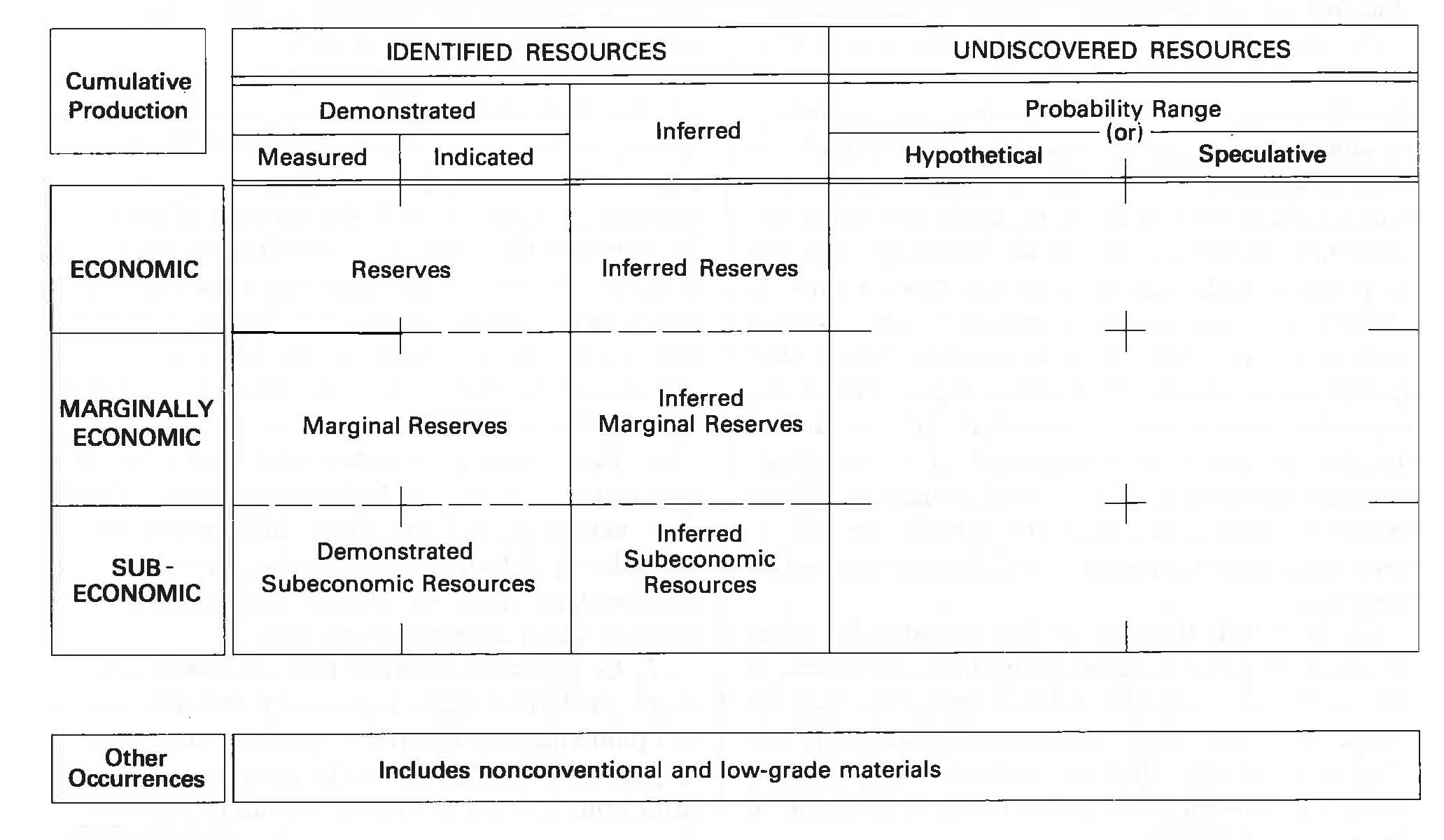
Un diagrama de McKelvey que muestra la relación entre las clasificaciones de los recursos minerales, su valor económico y su certeza geológica.

Los depósitos minerales pueden ser clasificados como:
- Ocurrencias de mineral o prospectos de interés geológico, pero no necesariamente de interés económico.
- Recursos minerales que son potencialmente valiosos, y por el cual existen prospecto razonables para una eventual extracción económica
- Reservas de mineral o Reservas de Mena que son valiosos y que es legal, económica y técnicamente factible de extraer.

En común con la terminología minera, un depósito de mena por definición debe tener una 'reserva de mena', y puede o no puede tener 'recursos' adicionales.
Jorge Tapia La clasificación, debido a que es una función económica, está controlada por estatutos, regulaciones y normas de mejores prácticas de la industria. Existen varios esquemas de clasificación a nivel mundial, la clasificación canadiense del CIM (véase NI 43-101), el Código del Comité Conjunto de Australasia para Reservas de Mena (en inglés: Australasian Joint Ore Reserves Committee Code, JORC) y el Código Sudafricano para el Reporte de Recursos y Reservas Minerales (en inglés: South African Code for the Reporting of Mineral Resources and Mineral Reserves, SAMREC) son los estándares generales.

## Ocurrencias y prospectos minerales
Estas clasificaciones de ocurrencias minerales son generalmente las menos importantes y las de menor valor económico. Ellas incluyen todas las ocurrencias conocidas de minerales de interés económico, incluyendo las manifestaciones y afloramientos sin valor económico. Sin embargo, a menudo estas son mencionadas en el prospectus de una compañía debido al concepto de proximidad; es decir que algo valioso puede ser encontrado cercano a estas ocurrencias porque en el pasado esto sucedió en un ambiente geológico similar. A menudo, tales ocurrencias de mineralización son manifestaciones periféricas de depósitos de mena cercanos.
El concepto de depósito de mena se aplica específicamente a ocurrencias minerales de valor económico que podrían ser sujetas a explotación minera después de considerar todos los factores que afectan a una operación de ese tipo. Nótese que esta distinción entre cantidades de materia prima disponible ya sea como recursos o como reserva se aplica a otros materiales considerados como minerales. Esto puede incluir al gas natural (legalmente definido como un mineral en algunos estados de Estados Unidos) y a los hidrocarburos.

## Recursos minerales
Los recursos minerales son aquellas concentraciones minerales de significancia económica que han sido sometidas a un escrutinio para cuantificar su contenido metálico hasta un cierto grado de certeza , ninguno de estos recursos son minas, porque los aspectos económicos del depósito mineral pueden no haber sido totalmente evaluados.
Los recursos demostrados simplemente son las ocurrencias de mineral de significancia económica que han sido mostrados (de lugares tales como afloramientos, trincheras, pozos y perforaciones) a un punto donde se puede hacer una estimación, con un nivel razonable de confianza, de su contenido metálico, grado, tonelaje, forma, densidades, características físicas.
Los recursos medidos son los recursos demostrados que han sido sometidos a muestreos posteriores que le permiten a una 'persona competente' (definido por las normas del código minero relevante; usualmente un geólogo) declararlas ser un estimado aceptable, a un alto grado de confianza, del grado, tonelaje, forma, densidades, características físicas y contenido mineral de la ocurrencia de material.
Los recursos también pueden ser parte de porciones de un depósito mineral clasificado como una reserva mineral, pero:
- No han sido lo suficientemente perforadas para calificarlas para el estado de reserva; o
- No cumplen aún con todos los criterios para el estado de reserva[3]

## Reservas minerales
Las reservas minerales son recursos de los cuales se sabe que son económicamente factibles de ser extraídos. Las reservas o son Reservas Probables o Reservas Comprobadas'. Generalmente la conversión de los recursos en reservas requiere de la aplicación de varios factores modificantes, incluyendo:
- factores mineros y geológicos, tales como el suficiente conocimiento de la geología del depósito como para sea predecible y verificable; planes de extracción y minería basados en modelos de menas; cuantificación del riesgo geotécnico -básicamente, manejar las fallas geológicas, diaclasas, y fracturas del suelo para que la mina no colapse; y la consideración de riesgos técnicos- esencialmente, aspectos estadísticos y variografía para asegurar que la mena ha sido muestreada en forma apropiada.
- Factores metalúrgicos, incluyendo el escrutinio de los datos de ensayo químico para asegurar la exactitud de la información proporcionada por el laboratorio-requerido ya que las reservas de mena son financiables. Esencialmente, una vez que un depósito es elevado al estado de reserva, es una entidad económica y un activo sobre el cual pueden ejercerse préstamos y emisión de acciones-generalmente para pagar por su extracción con beneficios económicos;
- factores económicos; sociales y ambientales
- factores ambientales;
- factores de mercadeo;
- factores legales;
- factores gubernamentales; y
- factores sociales[4]